# 诺罗敦·苏他罗
诺罗敦·苏他罗（Norodom Sutharot，1872年—1945年），是诺罗敦国王的第22子，生母Bossaba Yem，生于金边皇宫。他和妹妹Norodom Soda Phaekvati Phangangam结婚后生有2子4女。其中，长子诺罗敦·苏拉玛里特就是诺罗敦·西哈努克国王的生父。